# دلیات الکرمل
دلیات الکرمل (به لاتین: Daliyat al-Karmel) یک منطقهٔ مسکونی در اسرائیل است که در استان حیفا واقع شده‌است.